# 伊爾平
伊爾平（烏克蘭語：Ірпiнь，羅馬化：Irpinʹ，發音：[irˈp⁽ʲ⁾inʲ] ⓘ），或按俄语译为伊尔片，是乌克兰基辅州布恰区伊尔平市镇内的城市及该市镇的行政中心，2020年7月18日前为该州的州辖市。該市位於伊爾平河畔，緊鄰首都基輔，始建于1648年，面积110平方公里，海拔高度119米，2022年人口数量为65,167人。

## 图集

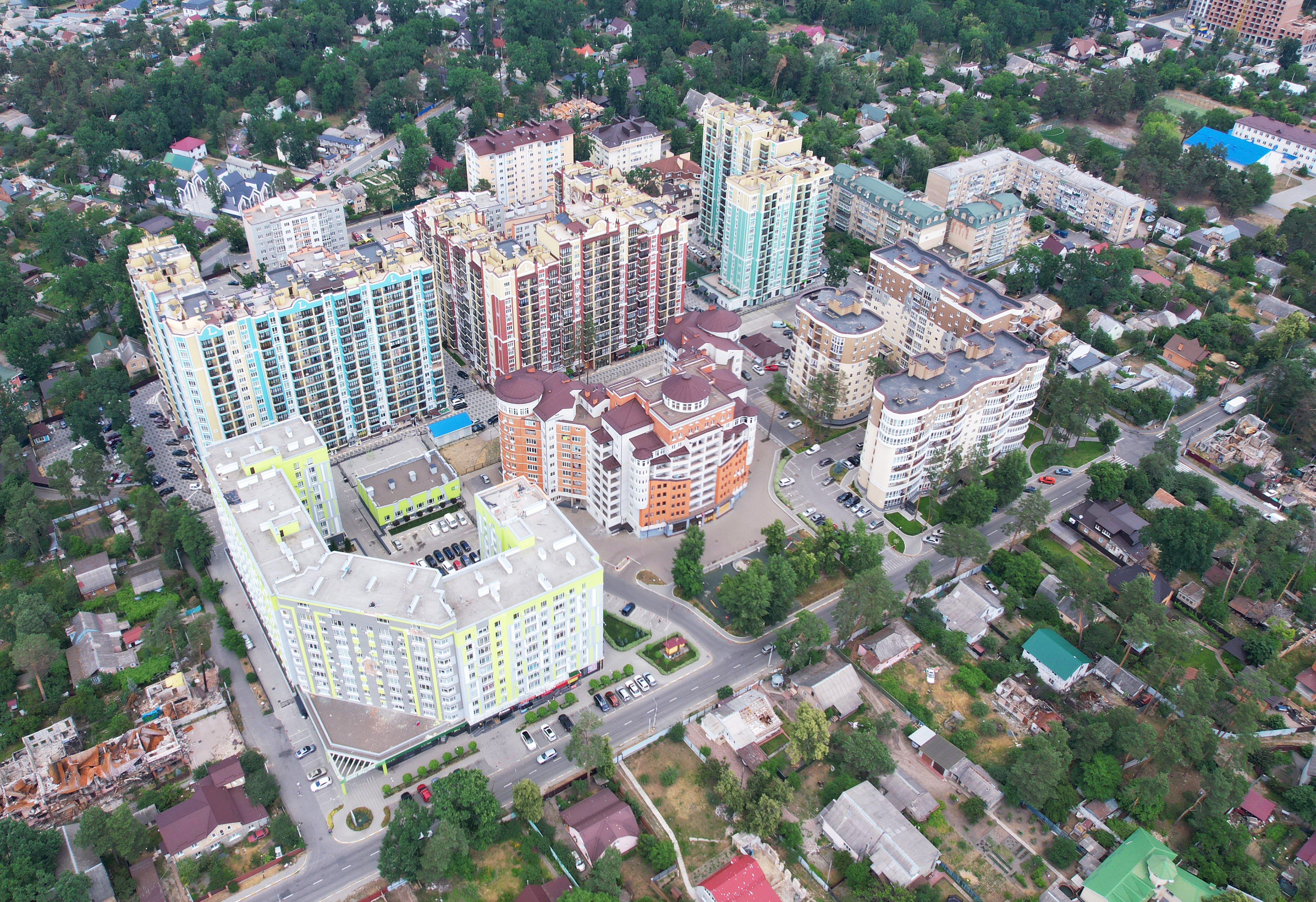
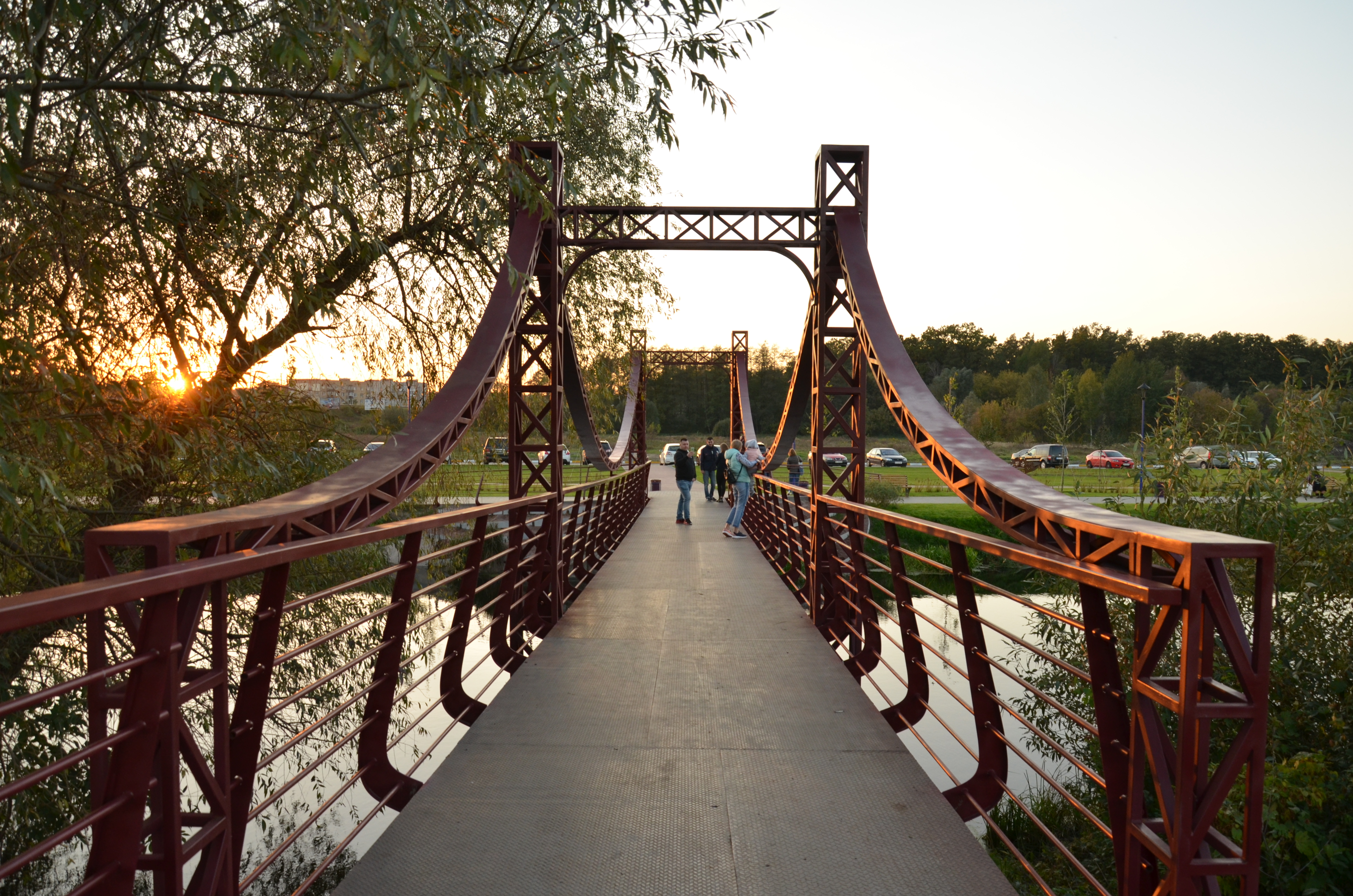
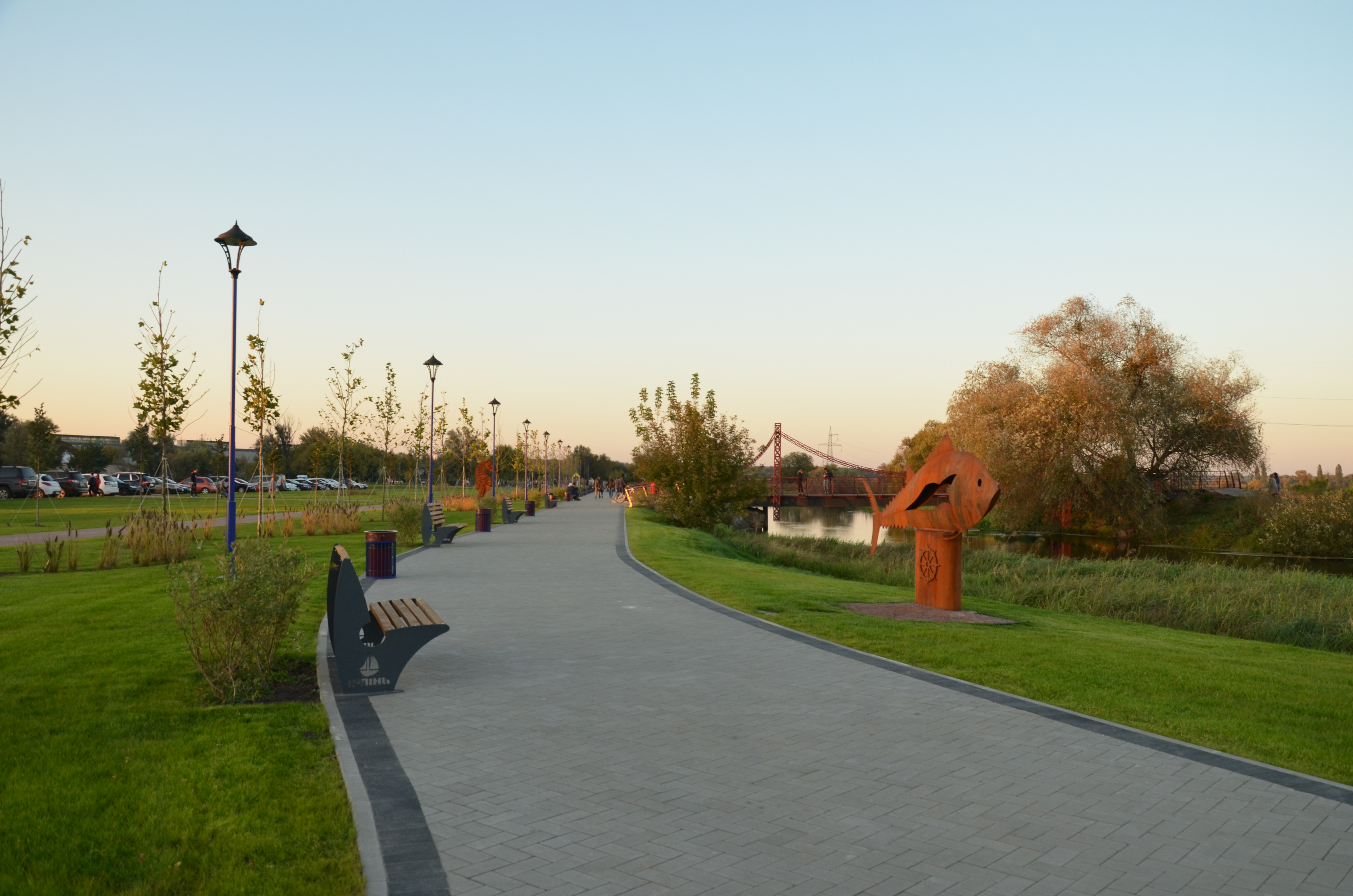
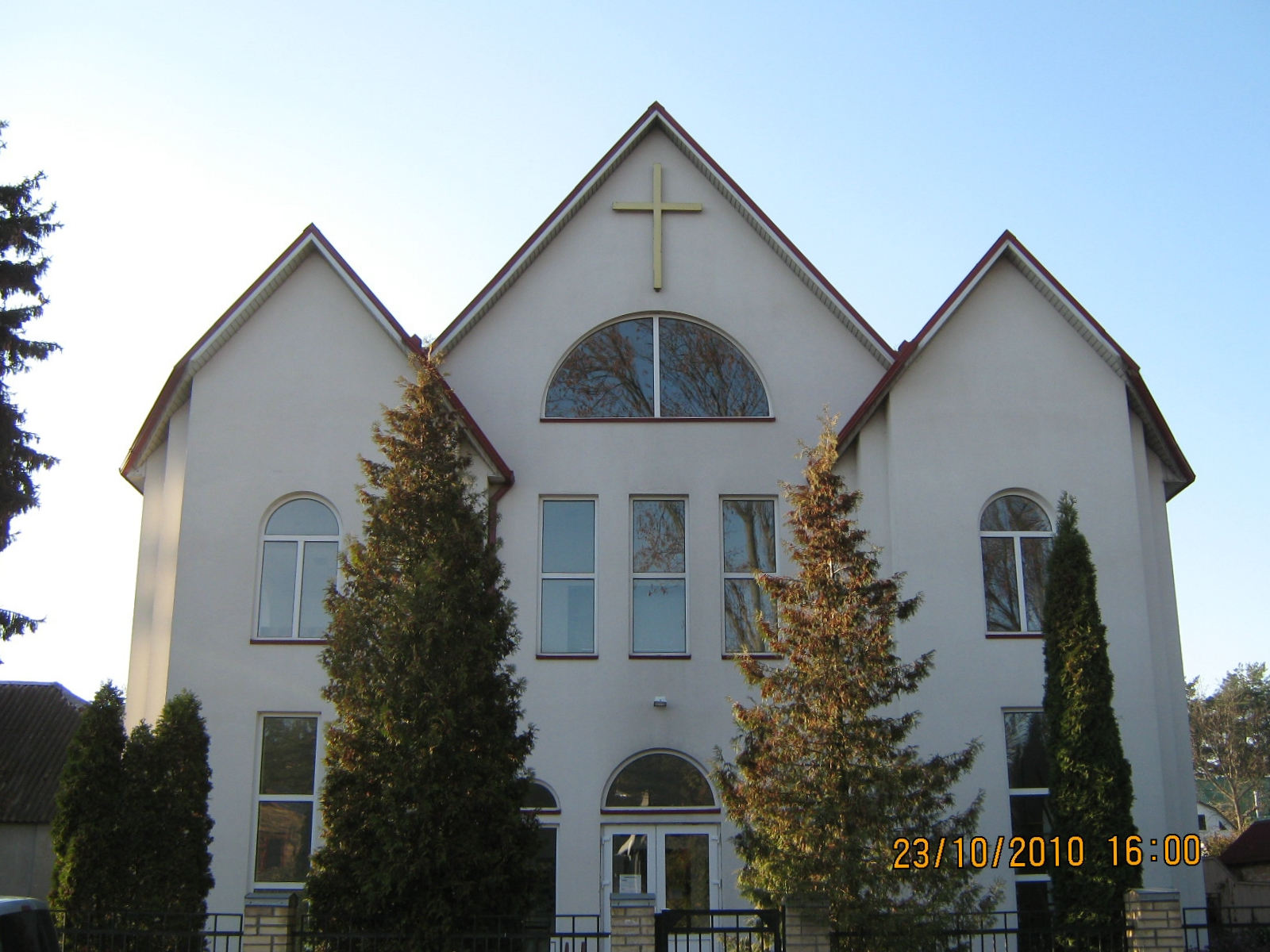
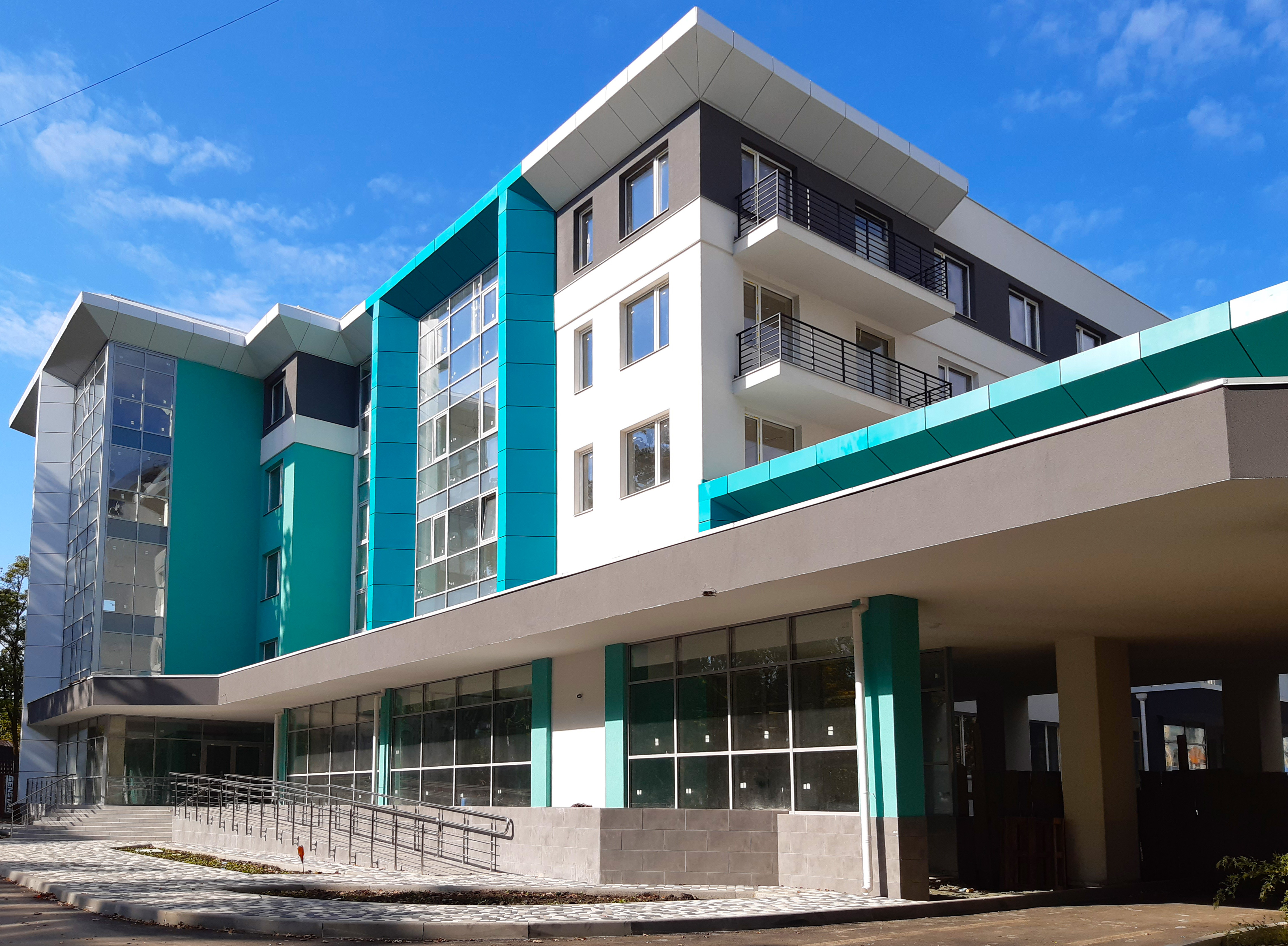
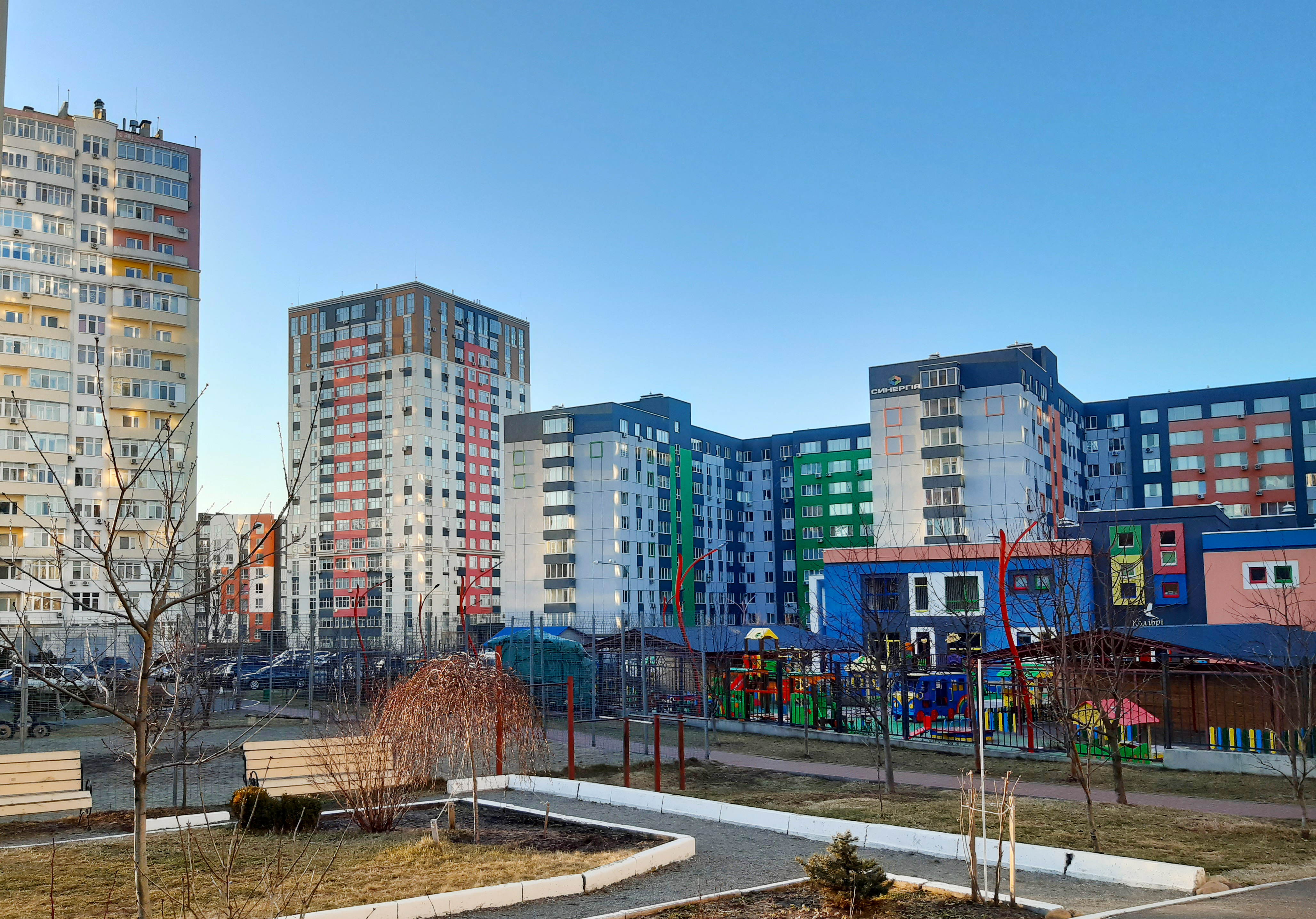
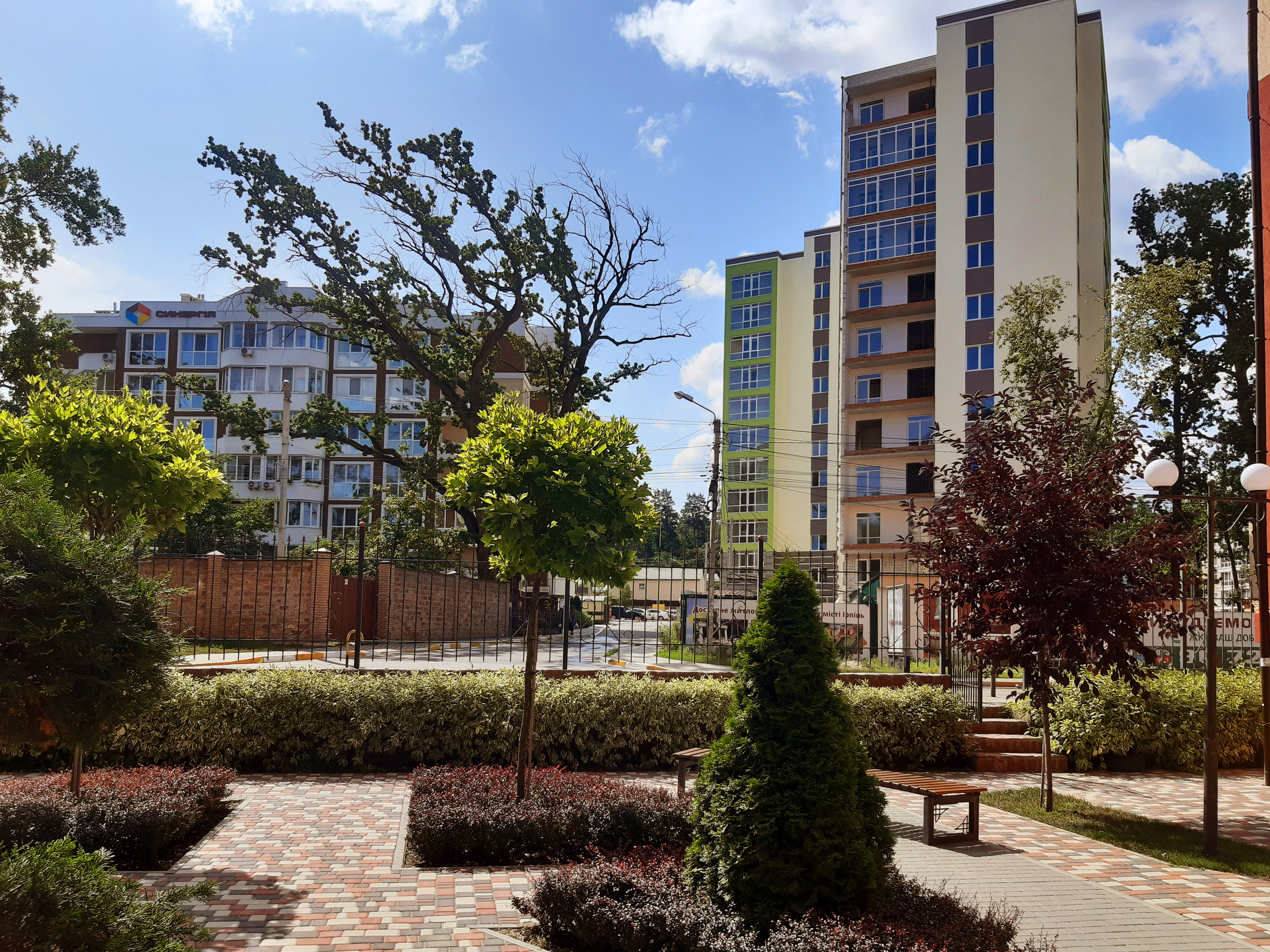
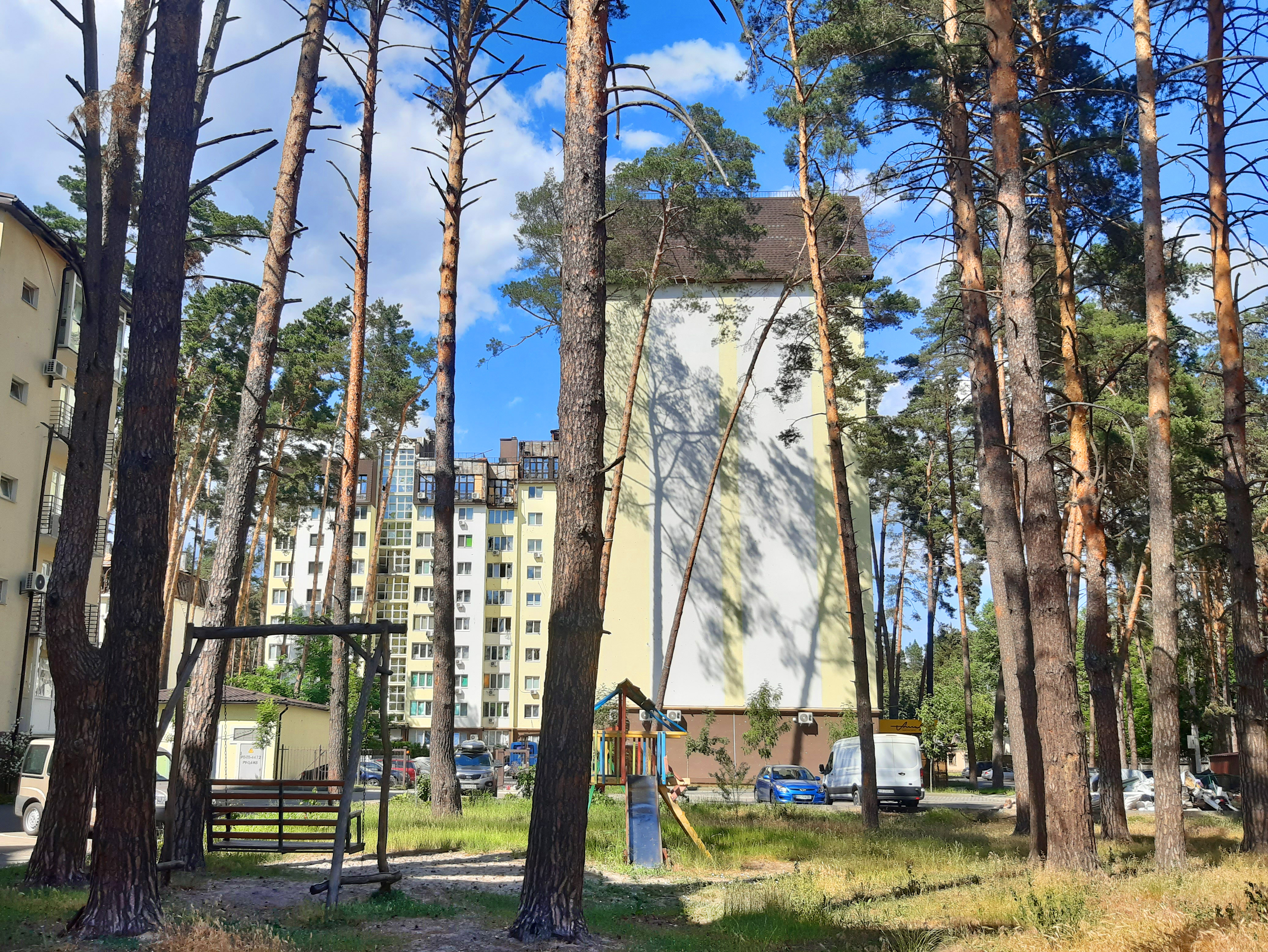
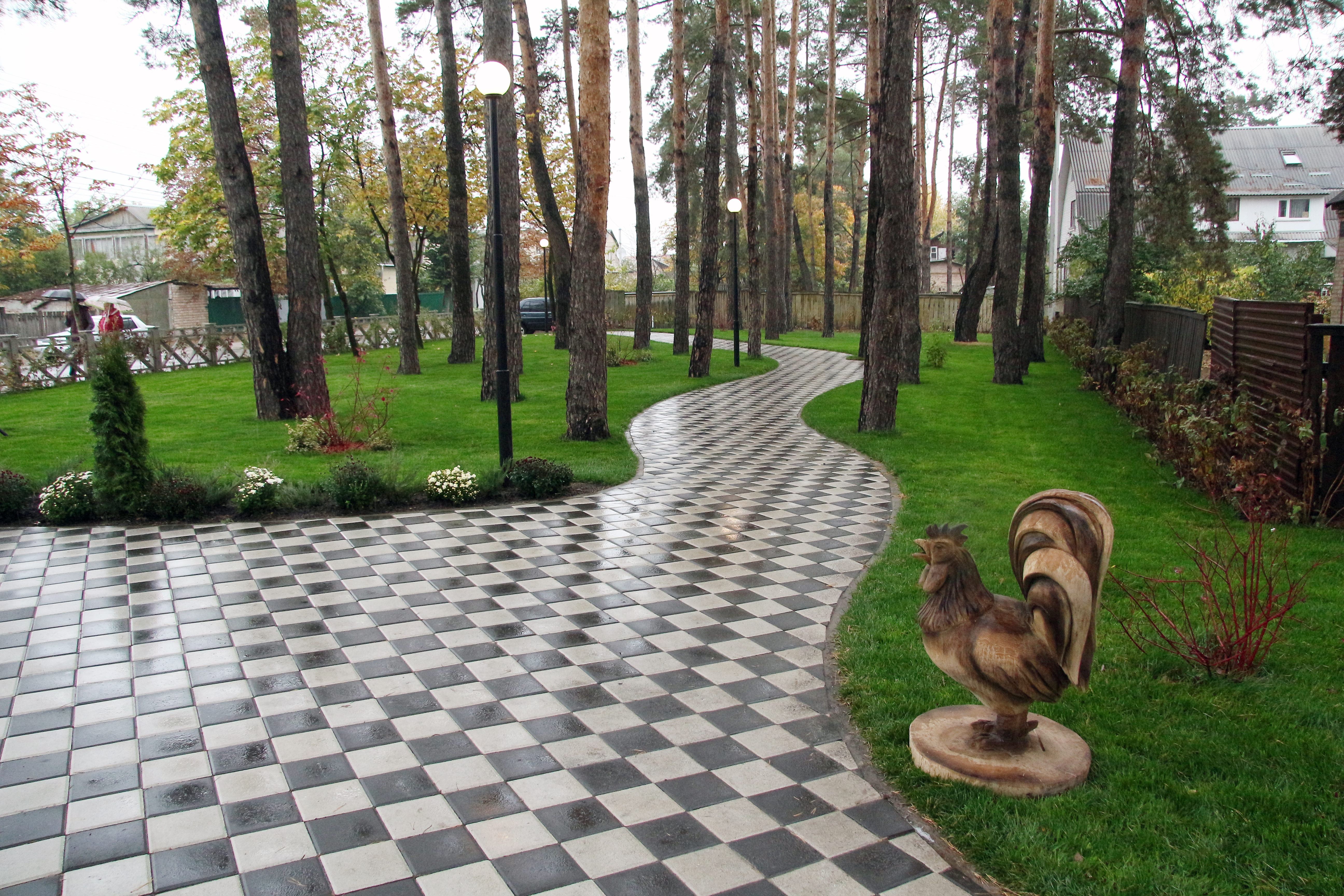
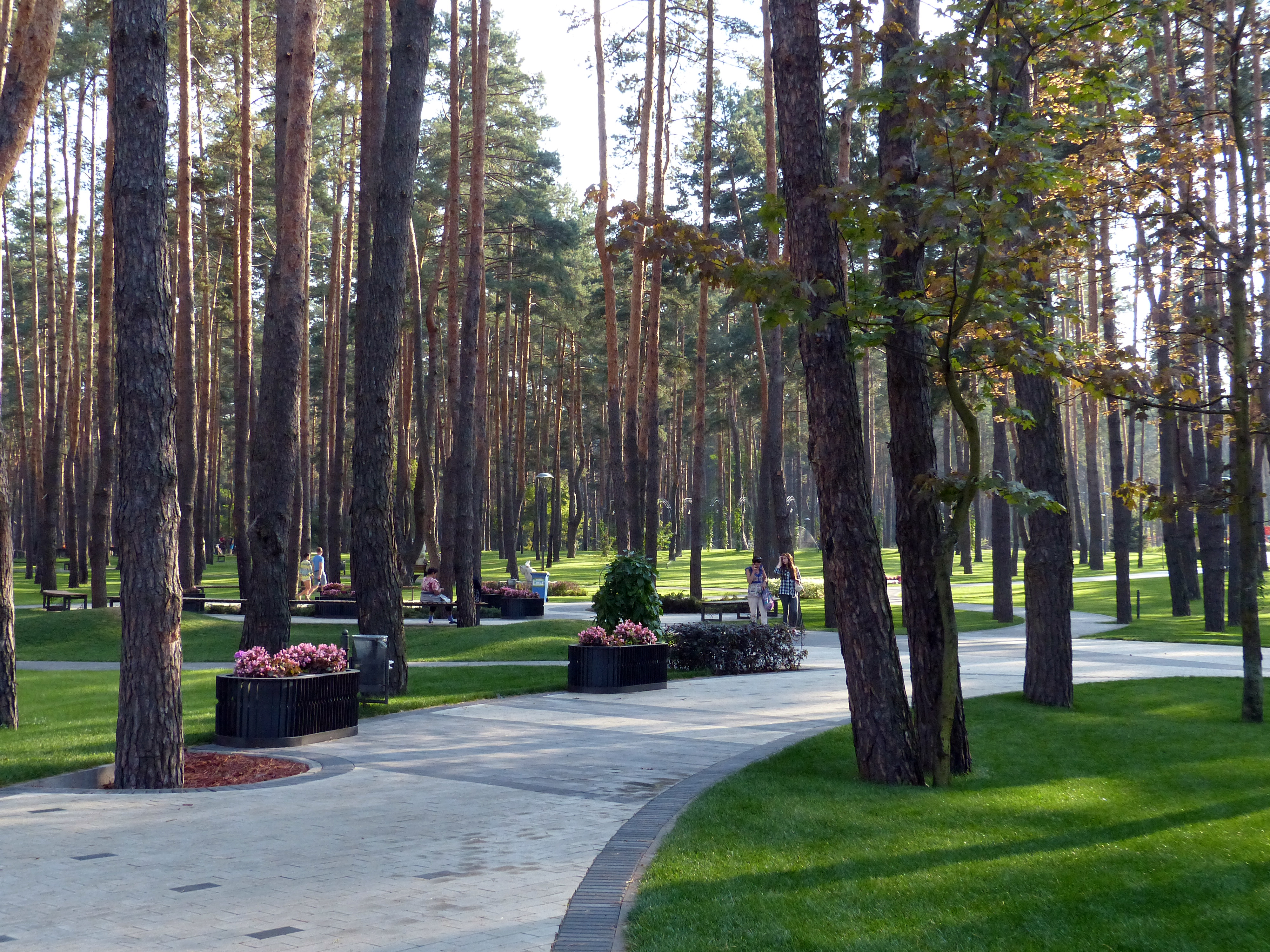
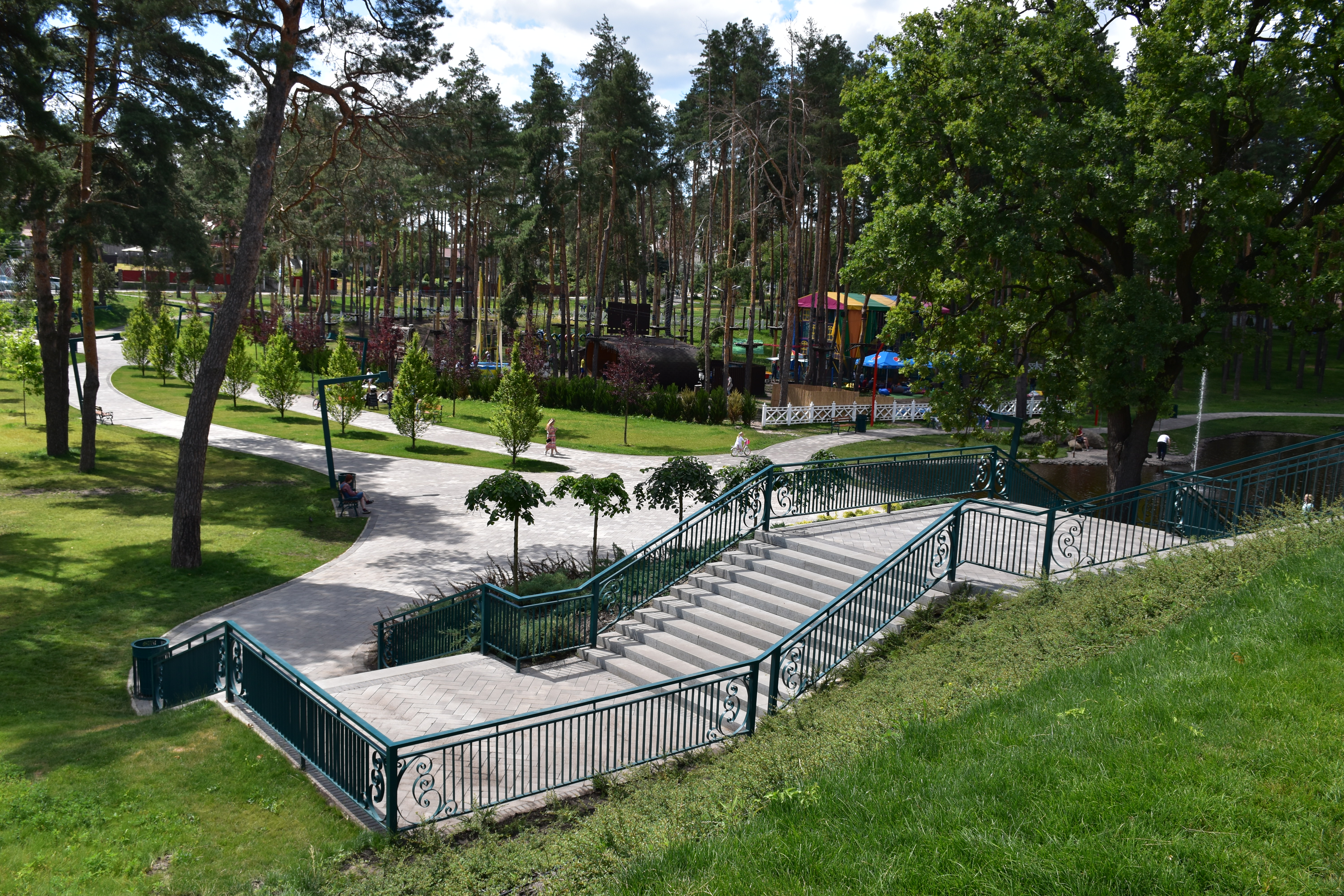
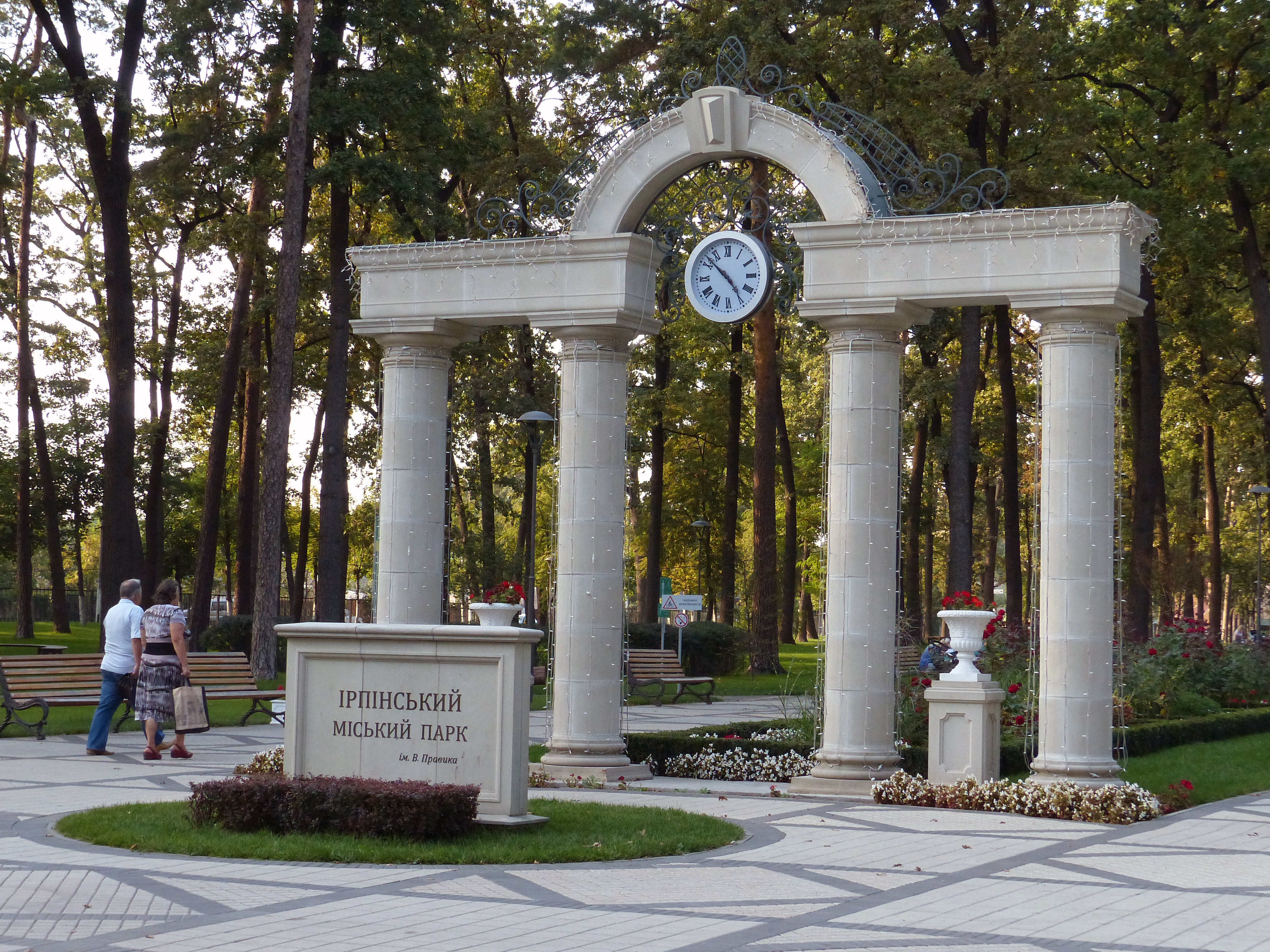
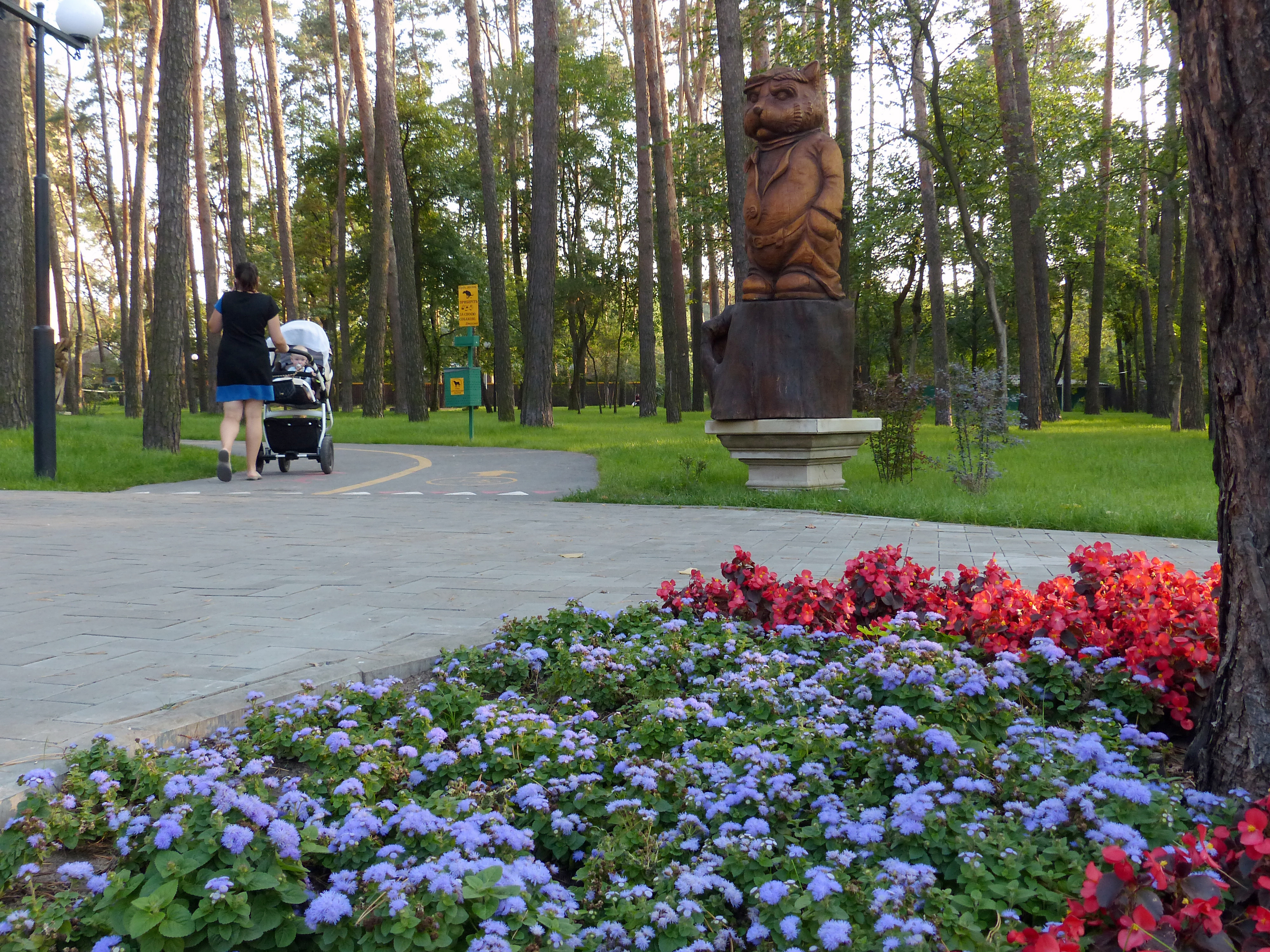
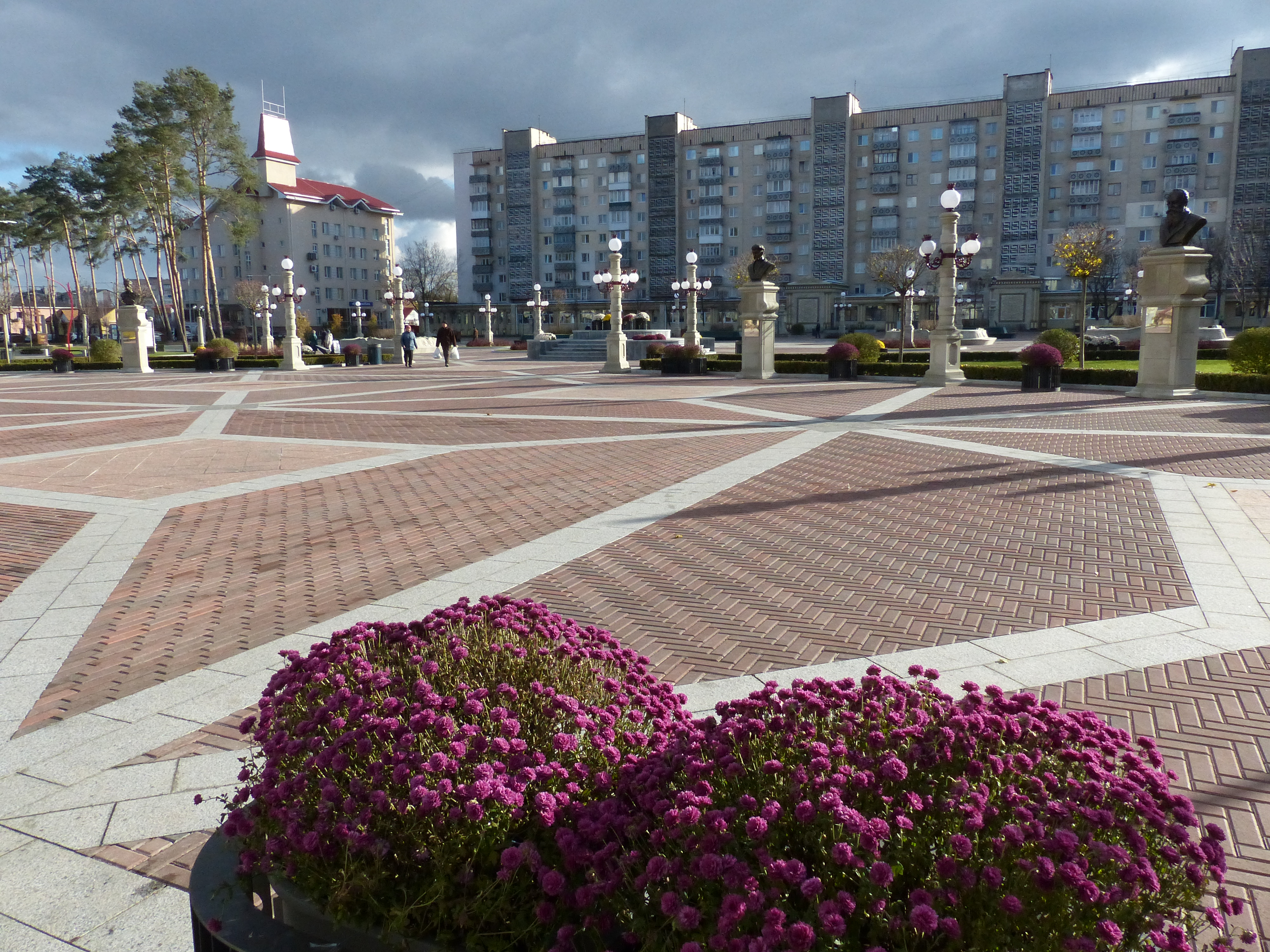
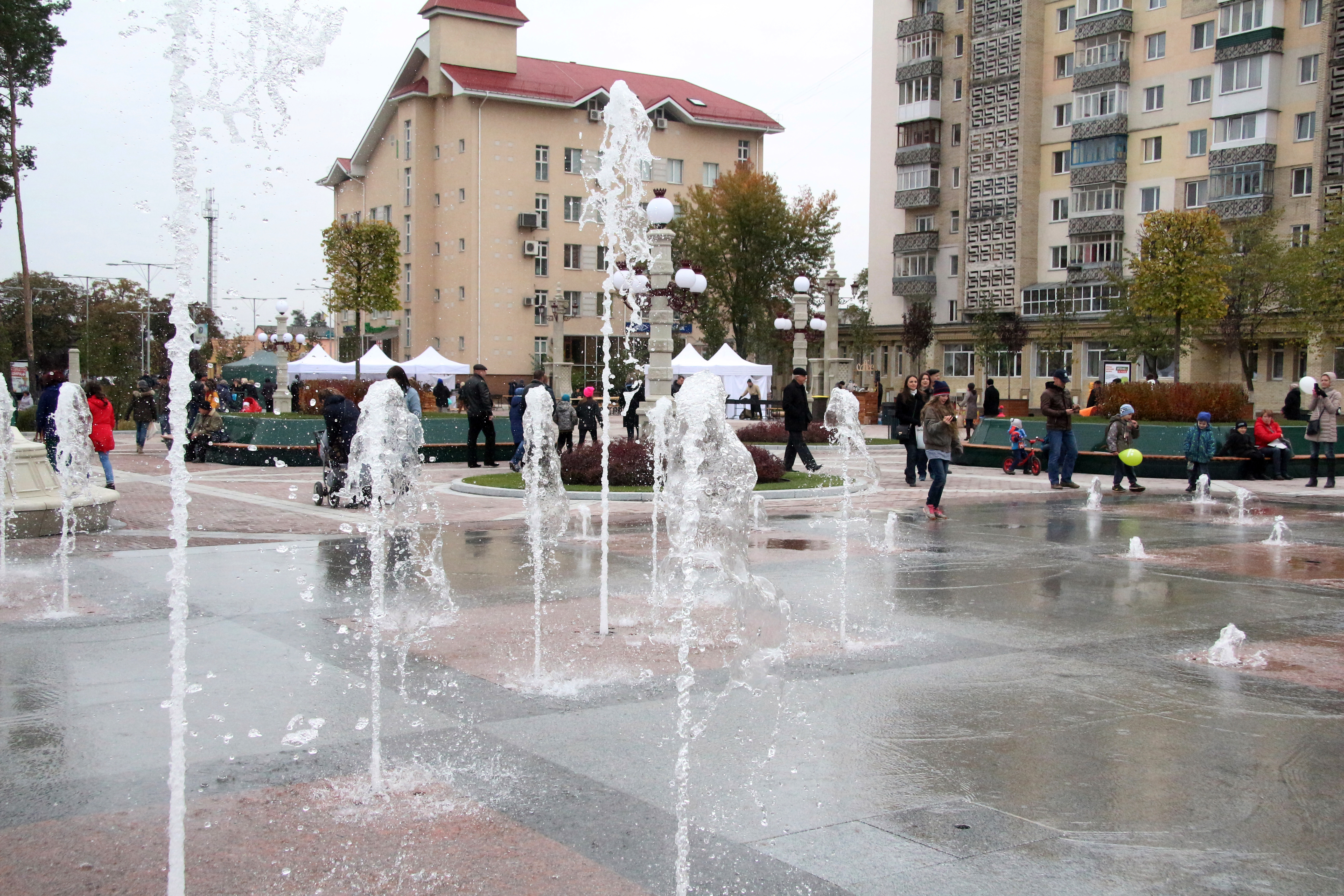
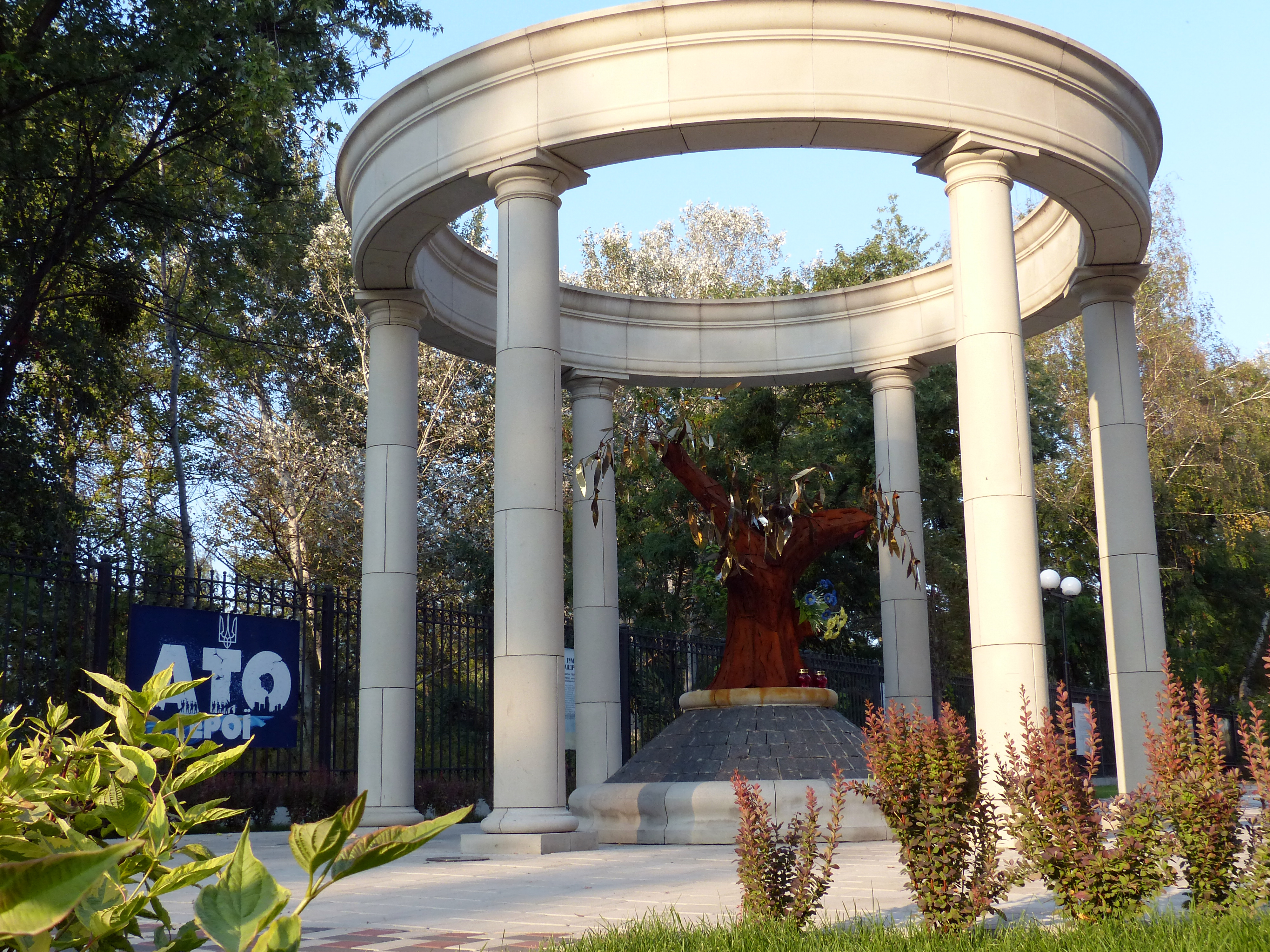
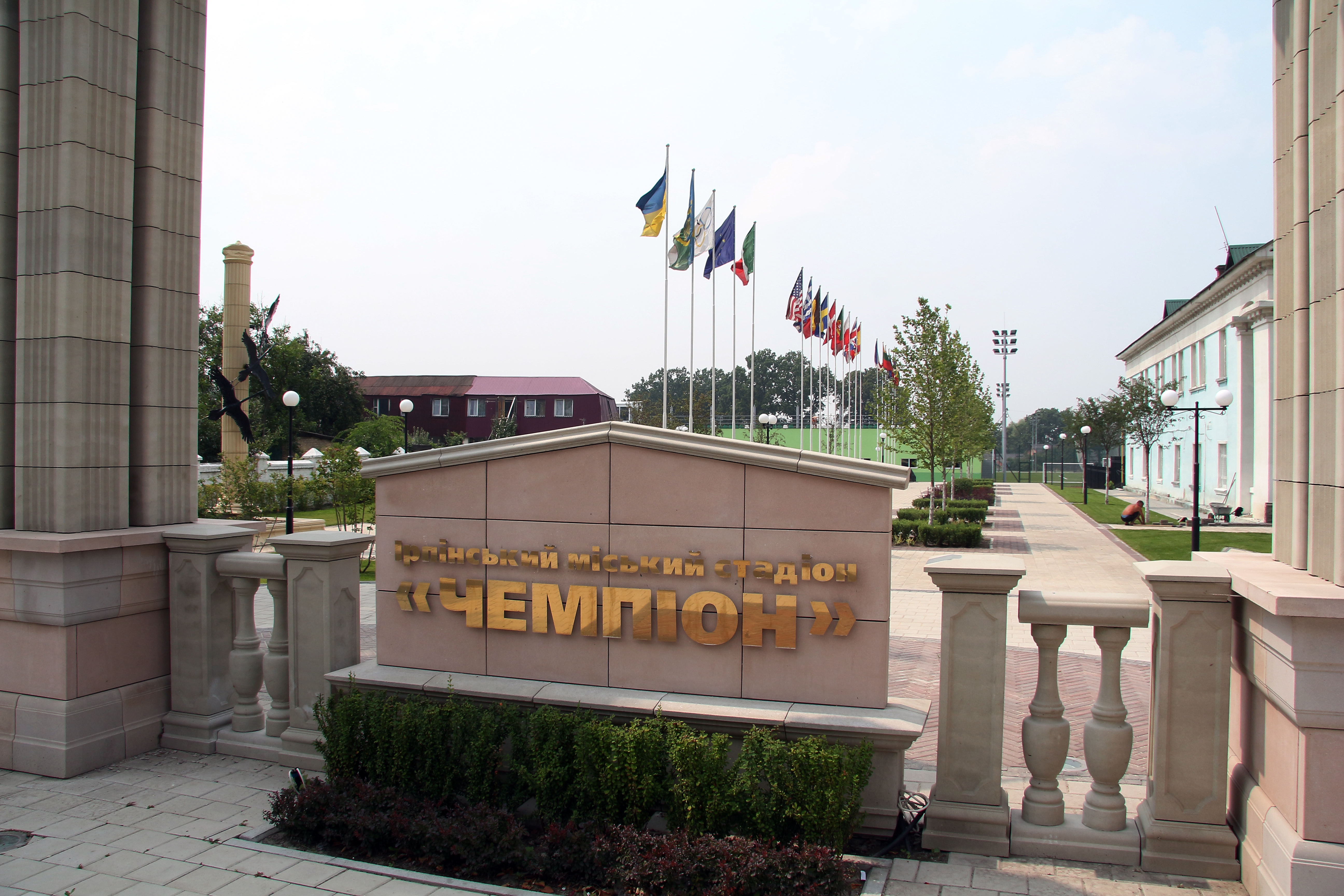
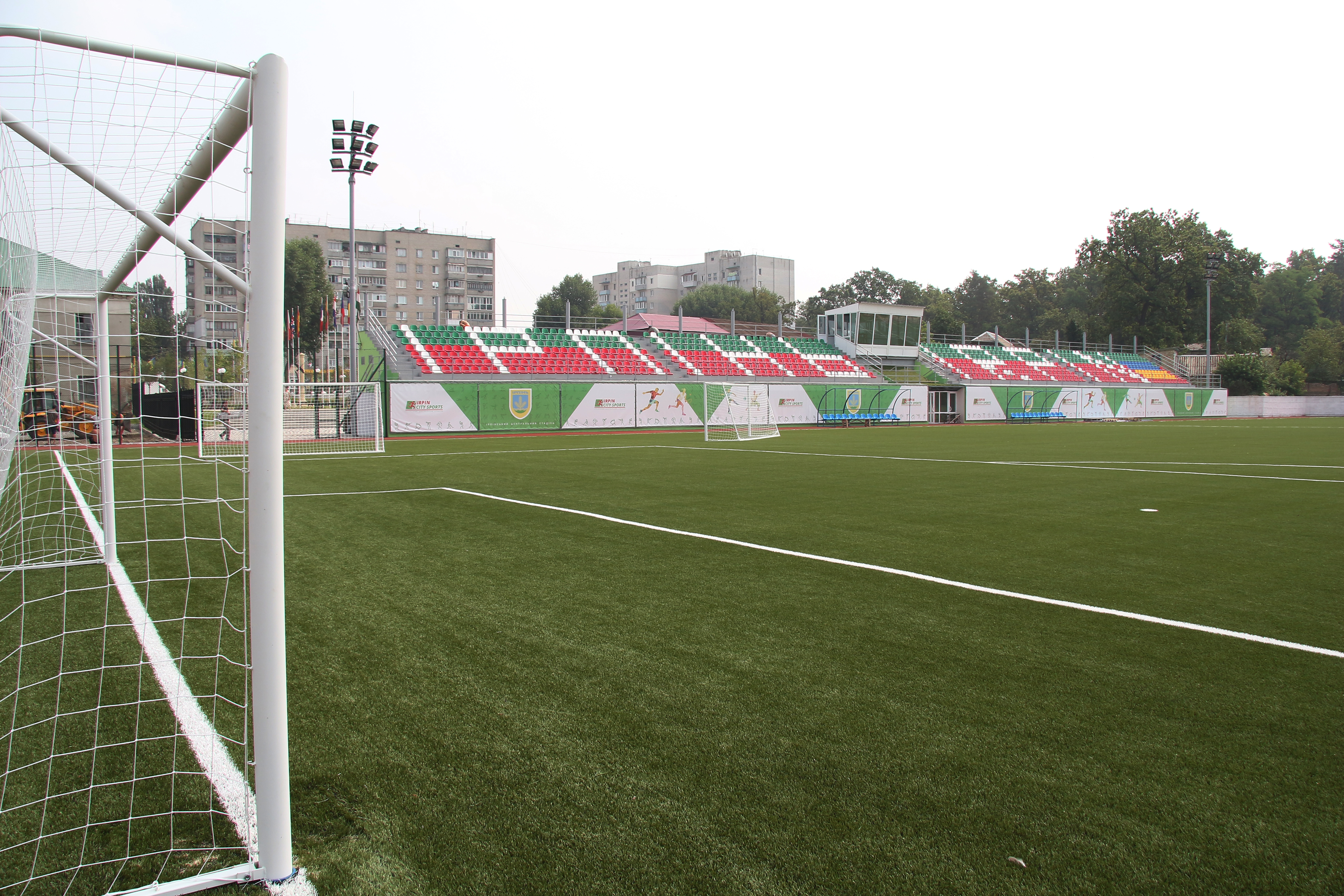
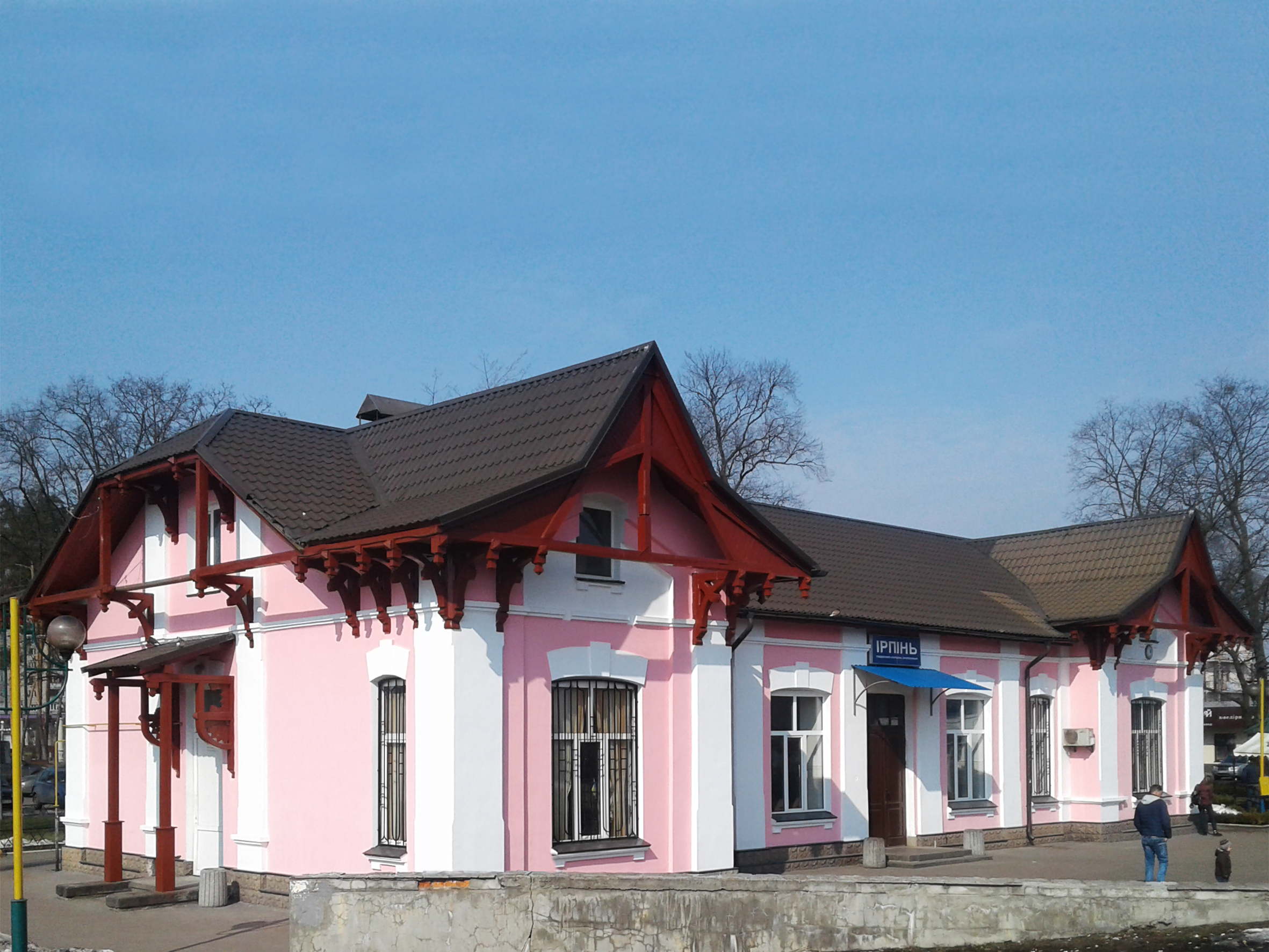

## 友好城市
- 美国 迈阿密
- 美国 密尔沃基
- 美国 锡拉丘兹
- 德国 博尔纳
- 波蘭 皮什
- 立陶宛 阿利图斯
- 立陶宛 帕內韋日斯
- 姆茨赫塔
- 西班牙 格尔尼卡
- 西班牙 阿尔沃拉亚
- 乌克兰 斯米拉
- 乌克兰 科秋賓斯凱
- 墨西哥 特拉霍穆爾科
- 葡萄牙 卡斯凯什